# Union RR Carrie Furnace Hot Metal Bridge
Die Union RR Carrie Furnace Hot Metal Bridge ist eine ehemalige zweigleisige Eisenbahnbrücke, die bei Pittsburgh den Monongahela River überspannt. Die Union Railroad (Union RR, URR) transportierte von 1900 bis in die 1970er Jahre flüssiges Roheisen (englisch hot metal) von den Carrie Furnaces in das Stahlwerk Homestead Steel Works.

## Geschichte
Andrew Carnegie hatte 1898 die Hochöfen Carrie Furnaces erworben. Im Juni 1898 stand ihm die Port Perry Bridge der Union Railroad für den Bahntransport über den Monongahela zur Verfügung. Für die direkte Anbindung der Hochöfen an sein Stahlwerk in Homestead gab er den Keystone Bridge Works den Auftrag, die Hot Metal Bridge zu errichten. Am 31. Dezember 1900 fuhr der erste Zug mit Roheisen über die Brücke. Die Pfannenwagen transportierten jeweils 35 Tonnen flüssiges Eisen. Die Union Railroad gehörte ebenfalls zu Carnegies Unternehmen. Am 14. Juni 1901 wurde die Brücke für den allgemeinen Verkehr geöffnet.
Carnegie verkaufte 1901 die Carnegie Steel Company mit Hochöfen, dem Stahlwerk in Homestead und der Union Railroad an US Steel. Die Carrie Furnaces wurden 1907 auf sieben Hochöfen erweitert. Die Hochöfen 6 und 7 stehen seit 1989 unter Denkmalschutz und sind seit 1997 Teil der Rivers of Steel National Heritage Area, die auch die Brücke erwarb. Im Jahr 2013 wurde die Vorlandbrücke abgetragen. Die Allegheny County Economic Development bietet 38,5 Hektar Fläche Investoren an, von denen 8,5 Hektar auf dem Südufer liegen. Die Brücke könnte zu einer zusätzlichen Anbindung an den Straßenverkehr umgebaut werden.

## Beschreibung

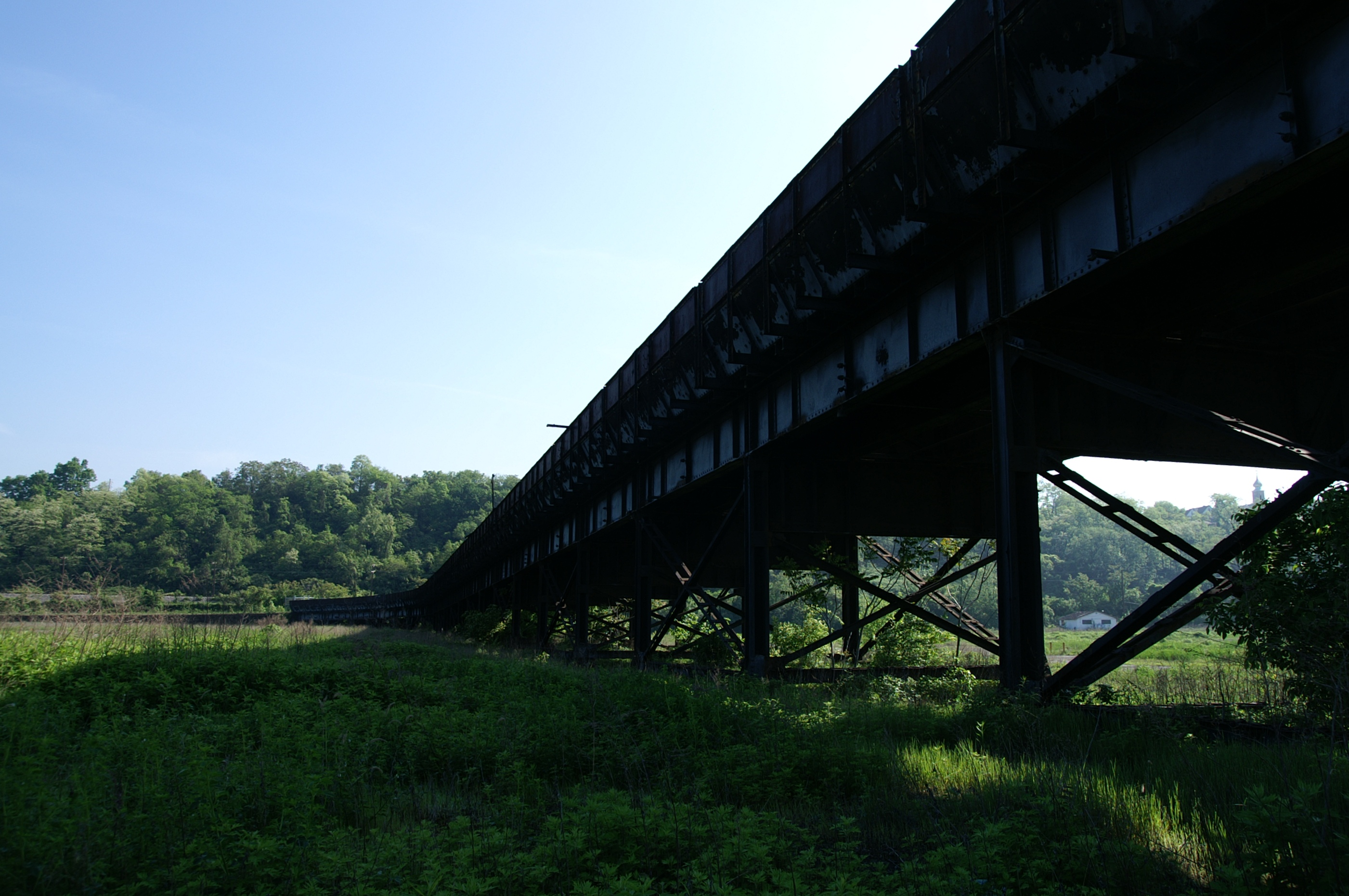
Vorlandbrücke (2011)

Die Brücke führt von Whitaker auf der Südseite des Flusses nach Rankin. Das Gelände auf der Nordseite gehörte zu den Carrie Furnaces. Die etwa 530 Meter lange Vorlandbrücke lief in einem Bogen auf dem Werksgelände aus. Der Brückenzug war mehr als 800 Meter lang und bestand über dem 280 Meter breiten Monongahela River aus zwei stählernen Fachwerkbrücken mit untenliegender Fahrbahn und zwei Randfeldern aus Vollwandträgern. Letztere leiten die Gleise in Kurven nach Westen und Osten. Das Hauptfeld über der Schifffahrtsrinne ist als Halbparabelträger ausgeführt, mit einer Stützweite von 147 Metern. Das erste Feld an der Nordseite ist als parallelgurtiges Fachwerk angelegt und hat eine Stützweite von etwa 76 Metern. Das Bauwerk war für zwei Gleise ausgelegt. Die Züge mit Roheisen befuhren nur das westliche Gleis. Die Konstruktion wurde dort mit Stahlplatten von der Wärmestrahlung der Pfannenwagen abgeschirmt.